# 미네야마번 (에치고국)
미네야마 번(일본어: 三根山藩 미네야마한[*])은 일본 에도 시대에 있던 번으로, 나가오카 번의 지번이다. 1870년, 단고국의 미네야마 번과 혼동된다는 이유로 미네오카 번(嶺岡藩)으로 개칭되었다. 번청은 미네야마 진야이다.

## 번의 역사
간에이 11년(1634년), 나가오카 번의 초대 번주 마키노 다다나리의 넷째 아들인 마키노 사다나리가 간바라 군 미네야마에 새로 개간한 토지 6천 석을 분할받아 분가하였다. 하지만 고쿠다카가 1만 석이 되지 않아 다이묘가 아닌 요리아이 하타모토로서 오랫동안 가문이 존속되었다.
그 후 막말인 분큐 2년(1863년), 당시 미네야마의 영주였던 마키노 다다히로가 새로 개간한 땅 5천 석을 신고하여, 고쿠다카를 수정해 1만 1천 석의 영주로 다이묘가 되었다. 이에 미네야마 번이 성립되었고, 다다히로는 산킨코타이를 하지 않는 정부(定府) 다이묘가 되었다.
보신 전쟁에서는 종가인 나가오카 번에 가까운 입장을 취하였으나, 니가타, 나가오카 등이 차례로 함락되자 미네야마 번은 결국 신정부측에 항복하고, 쇼나이번 정벌에 출병하였다. 메이지 3년(1870년), 번의 이름이 단고 미네야마 번과 혼동되었기 때문에 미네오카 번으로 이름을 바꾸게 되었다. 이듬해 폐번치현되어 미네오카 현이 되었고, 같은 해 니가타현에 병합되었다.

## 영주
마키노 가 6천석
1. 사다나리(定成)
2. 다다키요(忠清) 양자, 에치고 나가오카 번주 마키노 다다나리의 4남
3. 다다타카(忠貴)
4. 다다쓰라(忠列) 양자, 다카나베번주 아키즈키 다네노부의 손자
5. 다다토모(忠知)
6. 다다요시(忠義)
7. 다다히라(忠救)
8. 다다모리(忠衛) 양자, 니시오 번주 마쓰다이라 노리히로의 차남
9. 다다나오(忠直) 양자, 나카쓰번주 오쿠다이라 마사타카의 13남
10. 다다오키(忠興) 양자, 이와무라 번주 마쓰다이라 노리요시의 4남

## 번주
마키노 가 후다이 1만1천석
- 다다히로(忠泰) 양자, 후쿠에번주 고토 모리시게의 손자

## 같이 보기
- 가사마번
- 다나베 번 (단고 국)